# Döhlau
Döhlau è un comune tedesco di 4 123 abitanti, situato nel land della Baviera.